# Paysonia lescurii
Paysonia lescurii е вид цъфтящо растение от семейство Кръстоцветни (Brassicaceae). Видът е незастрашен от изчезване.

## Разпространение
Видът е ендемичен за Тенеси в САЩ, но може да се открие и в съседните райони на Кентъки и Алабама.